# Casablanška konferenca
Cassablanska konferenca je bila konferenca, ki je potekala v hotelu Anfa v Casablanci v francoskem Maroku od 14. januarja do 24. januarja 1943. Cilj konference je bil načrtovanje evropskih bojnih akcij zaveznikov za naslednjo fazo v drugi svetovni vojni.
Konference so se udeležili ameriški predsednik Franklin Delano Roosevelt, predsednik britanski vlade Winston Churchill, voditelj Svobodne Francije Charles de Gaulle, francoski general Henri Giraud ter arabski sultan Mohammed V. Sovjetski predsednik Josif Stalin je zavrnil povabilo na konferenco, ko je sporočil, da bitka pri Stalingradu zahteva njegovo prisotnost v Sovjetski zvezi. 
Konferenca je poleg načrtovanja bojev zaveznikov obravnavala tudi širša vprašanja diplomatske politike. Razprava in pogajanja so prinesla tako imenovan Casablanški sporazum. Ta sporazum je postal enoten glas nepopustljive zavezniške volje, povzročil pa je tudi odločnost, da se bodo sile osi bojevale do končnega poraza. 